# Savalan
Le Savalan (en Azéri Sāvālān) ou Sabalan (سبلان Sabalân en Persan) est un volcan inactif dans la province d'Ardabil en Iran. Le Savalan est le troisième sommet d'Iran et un lac permanent s'est formé à son sommet. Savalan possède une station de ski sur ses pentes et différentes attractions touristiques comme les sources d'eau chaude de Sareyn.
La montagne est connue pour ses beaux points de vue, dont la gorge de Sirvan, où peu de grimpeurs s'aventurent.

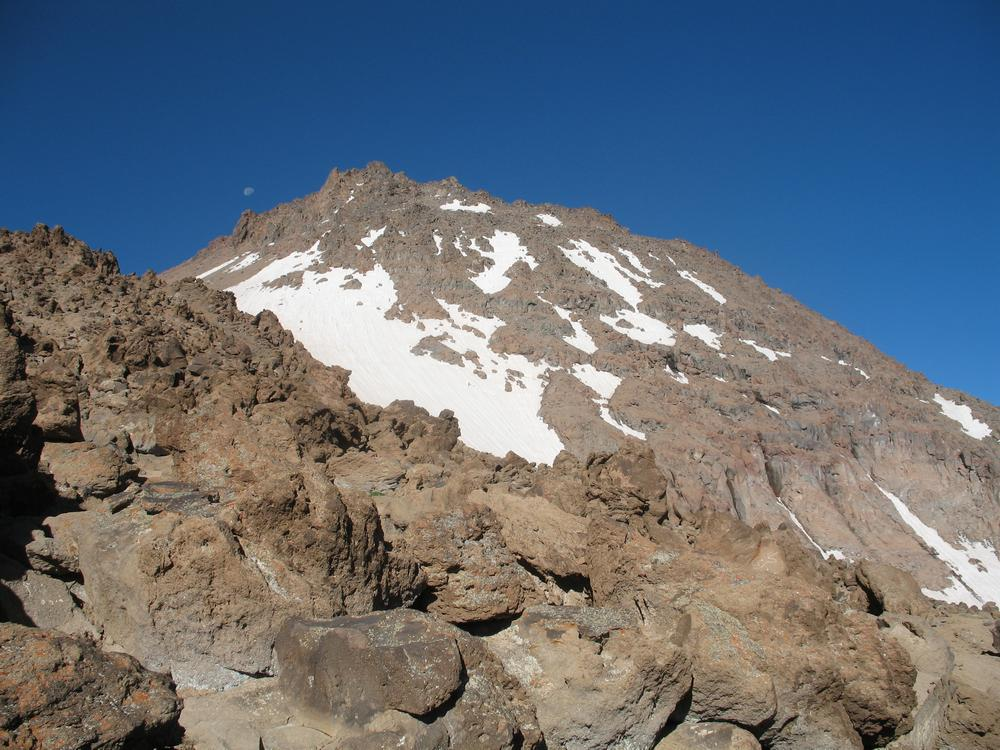
Vue du sommet du Savalan.